# Вејдер (Вашингтон)
Вејдер (енгл. Vader) град је у америчкој савезној држави Вашингтон. По попису становништва из 2010. у њему је живело 621 становника.

## Демографија
Према попису становништва из 2010. у граду је живело 621 становника, што је 31 (5,3%) становника више него 2000. године.
| Група             | 2000.       | 2010.       |
| Белци             | 525 (89,0%) | 532 (85,7%) |
| Афроамериканци    | 0 (0,0%)    | 0 (0,0%)    |
| Азијати           | 0 (0,0%)    | 6 (1,0%)    |
| Хиспаноамериканци | 39 (6,6%)   | 28 (4,5%)   |
| Укупно            | 590         | 621         |